# USS Tecumseh (1863)
USS Tecumseh – amerykański okręt wojenny, który zapisał się w historii przede wszystkim dzięki swojej roli w wojnie secesyjnej. Należał do typu Monitor, czyli klasy niewielkich, pancernych okrętów o płaskim kadłubie, stworzonych przez Unię w odpowiedzi na rosnące zagrożenie ze strony okrętów Konfederacji.
Tecumseh został zwodowany w 1863 roku. Okręt charakteryzował się pancerną wieżą obrotową, co było innowacją wówczas i pozwalało na prowadzenie ognia w różnych kierunkach bez konieczności manewrowania całym statkiem. Jego uzbrojenie obejmowało ciężkie działa, w tym armaty Dahlgrena, zdolne do przebijania większości ówczesnych pancerzy.
Niestety, Tecumseh zyskał sławę nie tyle dzięki swoim sukcesom bojowym, ile przez tragiczną śmierć podczas bitwy pod Mobile Bay 5 sierpnia 1864 roku. Okręt został zatopiony po uderzeniu w minę (torpedę) zatopioną przez Konfederatów, w wyniku czego zginęła niemal cała załoga – spośród około 93 marynarzy uratowało się tylko 9.

## Klasyfikacja
- Typ: Monitor
- Klasa: Canonicus

## Historia
- Stocznia: Charles Secor & Co., Jersey City, New Jersey
- Zwodowany: 12 września 1863
- Bandera: Unia
- Wejście do służby: 19 kwietnia 1864
- Wycofany: Zatonął 5 sierpnia 1864
- Los okrętu: Zatopiony przez minę podczas bitwy pod Mobile Bay, wrak spoczywa na dnie Zatoki Mobile w stanie Alabama .

## Dane taktyczno-techniczne
- Wyporność: 2100 ton
- Długość: 67,5 m
- Szerokość: 15 m
- Zanurzenie: 3,9 m

## Napęd
- Napęd: Silnik parowy typu horizontal vibrating-lever, napędzający jedną śrubę
- Prędkość: 9-10 węzłów
- Zasięg:  320 mil morskich przy pełnej prędkości

## Uzbrojenie
- Główne uzbrojenie: 2 działa Dahlgrena kal. 15 cali w obrotowej wieży
- Amunicja: Działa mogły wystrzeliwać pociski o wadze 350 funtów na odległość do 1 900 jardów

## Pancerz
- Materiał: Żelazo
- Grubość:
  - Kadłub: 5 warstw po 1 calu każda (łącznie 5 cali)
  - Wieża strzelnicza: 10 warstw po 1 calu każda (łącznie 10 cali)
  - Pokład: 1,5 cala
  - Komin: 8 cali na wysokości 6 m
  - Osłona wieży: 0,5 cala na wysokości 1 m

## Załoga
- Załoga: 150 marynarzy i oficerów

## OPIS Budowy
USS Tecumseh był typowym przedstawicielem klasy Canonicus monitorów pancerzowych, które powstały w czasie wojny secesyjnej w USA jako odpowiedź na rosnące zagrożenie ze strony okrętów Konfederacji. Jego konstrukcja była przemyślana pod kątem odporności na ogień artyleryjski i manewrowości w płytkich wodach.
Kadłub
- Kształt: Płaski, szeroki kadłub typu monitorowego, idealny do operowania w zatokach i rzekach.
- Materiał: Stalowe wzmocnienia i drewniana podstawa, pokryta grubym żelaznym pancerzem.
- Pancerz:
  - Kadłub: 5 cali żelaznych warstw w newralgicznych miejscach
  - Pokład: 1,5 cala żelaza
  - Osłona kominów i innych elementów wrażliwych: 0,5–8 cali
- Kadłub był krótki i szeroki, co zwiększało stabilność przy wystrzale dział, ale zmniejszało prędkość.

### Wieża obrotowa
- Uzbrojenie: Dwie armaty Dahlgrena kal. 15 cali
- Pancerz: 10 cali żelaza w wieży, co zapewniało odporność na większość ówczesnych pocisków artyleryjskich.
- Obrót: Wieża mogła się obracać o 360°, umożliwiając ostrzał w każdym kierunku bez manewrowania całym statkiem.

### Napęd
- Silnik: Parowy typu horizontal vibrating-lever napędzający jedną śrubę
- Prędkość maksymalna: około 8 węzłów
- Zasięg: ok. 320 mil morskich przy pełnej prędkości
- Napęd parowy był kompaktowy, co pozwalało utrzymać niską sylwetkę kadłuba.

### Dodatkowe elementy konstrukcyjne
- Bukszpryt: krótki, nie był typowo wykorzystywany do żagli
- Kominy: chronione pancerzem, wystawały minimalnie ponad kadłub
- Pokład: w dużej części zabudowany i chroniony, dostęp do wieży i dział tylko poprzez włazy

### Zalety konstrukcji
- Niski profil kadłuba i mocny pancerz zapewniały małą powierzchnię celowania dla wroga.
- Obrotowa wieża umożliwiała elastyczne prowadzenie ognia nawet w ciasnych zatokach.
- Płaski kadłub pozwalał na operowanie w płytkich wodach, co było istotne przy blokadzie portów Konfederacji.

### Wady
- Niska prędkość ograniczała manewrowość w przypadku ostrzału artyleryjskiego lub min.
- Kadłub płaski był bardziej narażony na zatonięcie po trafieniu miną lub torpedą, co ostatecznie stało się przyczyną zatopienia Tecumseha.